# .bd
.bd為孟加拉國家及地區頂級域（ccTLD）的域名，於1999年5月20日啟用。它由孟加拉國邮政、电信和信息技术部負責管理。.বাংল 是一个二級域名，于2011年授予孟加拉国使用。

## 外部連結
- IANA .bd whois information（页面存档备份，存于）